# دانيال زالومون
دانيال زالومون (بالإنجليزية: Daniel Salomon)‏ هو سياسي أمريكي، ولد في 27 يناير 1957. حزبياً، نشط في الحزب الجمهوري. وقد انتخب عضو مجلس نواب مونتانا.

## وصلات خارجية
- الموقع الرسمي